# Belkuni Bhopalgad, Aurad
Belkuni Bhopalgad là một làng thuộc tehsil Aurad, huyện Bidar, bang Karnataka, Ấn Độ.